# Лейквуд (тауншип, округ Сент-Луис, Миннесота)
Лейквуд (англ. Lakewood) — тауншип в округе Сент-Луис, Миннесота, США. На год его население составило _ человек.

## География
По данным Бюро переписи населения США площадь тауншипа составляет 71,9 км², из которых 71,9 км² занимает суша, водоёмов нет.

## Демография
По данным переписи населения 2000 года здесь находились 2013 человек, 710 домохозяйств и 553 семьи.  Плотность населения —  28,0 чел./км².  На территории тауншипа расположено 735 построек со средней плотностью 10,2 построек на один квадратный километр. Расовый состав населения: 97,81 % белых, 0,35 % афроамериканцев, 0,50 % коренных американцев, 0,40 % азиатов, 0,15 % — других рас США и 0,79 % приходится на две или более других рас. Испанцы или латиноамериканцы любой расы составляли 0,40 % от популяции тауншипа.
Из 710 домохозяйств в 39,3 % воспитывались дети до 18 лет, в 71,0 % проживали супружеские пары, в 3,8 % проживали незамужние женщины и в 22,0 % домохозяйств проживали несемейные люди. 17,9 % домохозяйств состояли из одного человека, при том 4,8 % из — одиноких пожилых людей старше 65 лет. Средний размер домохозяйства — 2,84, а семьи — 3,23 человека.
30,6 % населения — младше 18 лет, 5,7 % — в возрасте от 18 до 24 лет, 29,0 % — от 25 до 44, 27,4 % — от 45 до 64, и 7,4 % — старше 65 лет. Средний возраст — 39 лет. На каждые 100 женщин приходилось 105,4 мужчин.  На каждые 100 женщин старше 18 приходилось 102,0 мужчин.
Средний годовой доход домохозяйства составлял 51 700 долларов, а средний годовой доход семьи —  56 833 доллара. Средний доход мужчин —  40 329  долларов, в то время как у женщин — 27 222. Доход на душу населения составил 21 086 долларов. За чертой бедности находились 3,5 % семей и 6,3 % всего населения тауншипа, из которых 10,7 % младше 18 и 2,1 % старше 65 лет.